# Мокрянка (село)
Мокрянка (укр. Мокрянка) — село, Николо-Камышеватский сельский совет, Красноградский район, Харьковская область, Украина.
Код КОАТУУ — 6323383503. Население по переписи 2001 года составляет 62 (25/37 м/ж) человека.

## Географическое положение
Село Мокрянка находится на левом берегу реки Камышеваха, выше по течению на расстоянии в 3 км расположено село Винники (Нововодолажский район), ниже по течению и на противоположном берегу расположено село Николо-Камышеватая. Рядом проходит автомобильная дорога Р-51.

## История
- 1914 — дата основания.